# Timmonsville
Timmonsville est une ville du comté de Florence en Caroline du Sud, aux États-Unis.

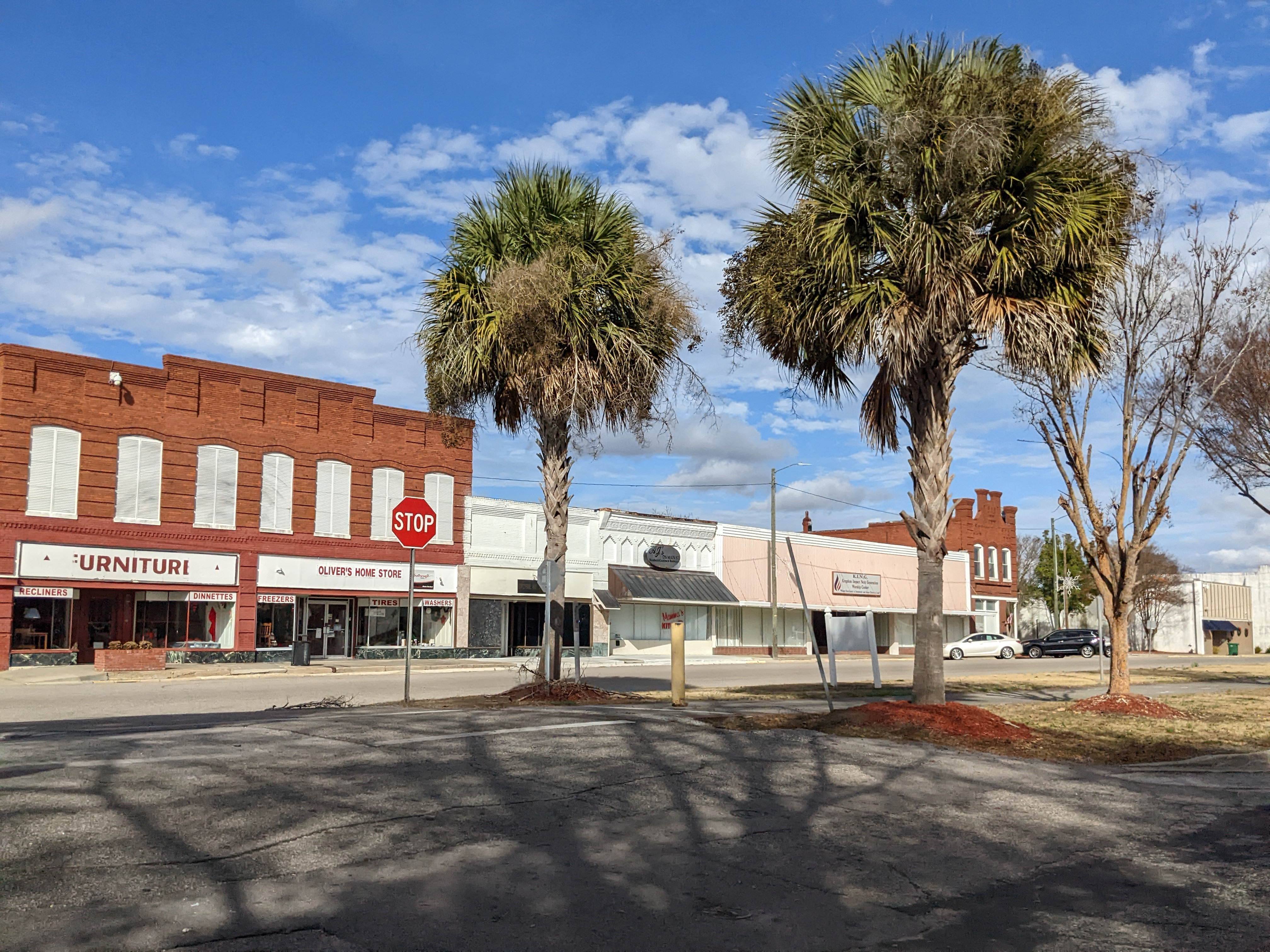
Centre-ville Timmonsville

## Démographie
| 1870 | 1880 | 1890 | 1900 | 1910  | 1920  |
| ---- | ---- | ---- | ---- | ----- | ----- |
| 477  | 557  | 516  | 861  | 1 708 | 1 860 |

| 1930  | 1940  | 1950  | 1960  | 1970  | 1980  |
| ----- | ----- | ----- | ----- | ----- | ----- |
| 1 919 | 1 979 | 2 001 | 2 178 | 2 246 | 2 112 |

| 1990  | 2000  | 2010  | - | - | - |
| ----- | ----- | ----- | - | - | - |
| 2 182 | 2 315 | 2 320 | - | - | - |